# وزارت کشور (مصر)
وزارت کشور مصر جزئی از هیئت وزیران این کشور است. از ۵ مارس ۲۰۱۵، مجدی عبدالغفار رئیس وزارت کشور بوده است.

## فهرست وزیران
- محمد توفیق نسیم پاشا، نوامبر ۱۹۱۹ - مه ۱۹۲۰
- اسماعیل صدقی، ۱۹۲۲
- اسماعیل صدقی، ۱۹۲۴–۱۹۲۵
- احمد لطفی السید
- محمد فؤاد سراج‌الدین، ۱۹۵۰–۱۹۵۲
- زکریا محیی الدین، ۱۹۵۳–۱۹۶۲ (از ۱۹۵۸ تا ۱۹۶۱ وزیر کل کشور جمهوری متحد عربی بود)
- زکریا محیی الدین، ۱۹۶۵–۱۹۶۶
- ممدوح سالم
- النبوی إسماعیل، ۱۹۷۷ – ژانویه ۱۹۸۲
- حسین ابو پاشا، ژانویه ۱۹۸۲ - ژوئیه ۱۹۸۴
- احمد رشدی، ۱۹۸۴ - فوریه ۱۹۸۶
- زکی بدر، فوریه ۱۹۸۶–۱۹۹۰
- عبدالحمید موسی، ۱۹۹۰–۱۹۹۳
- حسن الالفی، ۱۹۹۳–۱۹۹۷
- حبیب ابراهیم العادلی، ۱۹۹۷ - ژانویه ۲۰۱۱
- محمد وجدی، ژانویه ۲۰۱۱ - مارس ۲۰۱۱
- منصور العیسوی، مارس ۲۰۱۱ - نوامبر ۲۰۱۱[۳]
- محمد یوسف ابراهیم‎‎, دسامبر ۲۰۱۱ - اوت ۲۰۱۲[۴]
- احمد جمال‌الدین، اوت ۲۰۱۲ - ژانویه ۲۰۱۳
- محمد ابراهیم مصطفی، ژانویه ۲۰۱۳ – مارس ۲۰۱۵[۵]
- مجدی عبدالغفار، مارس ۲۰۱۵ – همینک[۲]